# Виа Клавдия Нова
Виа Клавдия Нова (на латински: Via Claudia Nova) е римски път, построен през 47 г. от римския император Клавдий и свързва Виа Цецилия с Виа Клавдия Валерия в Централна Италия.
Пътят започва от Амитернум, минава през Скопито, Форули, Пелтуинум и стига до Колепиетро в провинция Л'Акуила, регион Абруцо.